# Inezil Penna Marinho
Inezil Penna Marinho (1915–1985) foi um intelectual, educador físico, escritor e jurista brasileiro, reconhecido por sua influência na estruturação da Educação Física no Brasil. Sua vasta produção acadêmica e literária abrangeu áreas como história, filosofia, psicologia e sociologia, contribuindo significativamente para a consolidação da Educação Física como campo de conhecimento científico e pedagógico.

## Biografia
Nascido em 1915, Inezil Penna Marinho formou-se no tradicional Colégio Pedro II, no Rio de Janeiro, onde demonstrou interesse tanto pelos estudos humanísticos quanto pelas práticas esportivas. Em 1938, graduou-se como Instrutor de Educação Física pela Escola de Educação Física do Exército (EsEFEx), e posteriormente tornou-se bacharel em Direito pela Universidade do Brasil (1943). Também estudou Psicologia (1941) e Filosofia (1958), áreas que influenciaram sua abordagem multidisciplinar na Educação Física.

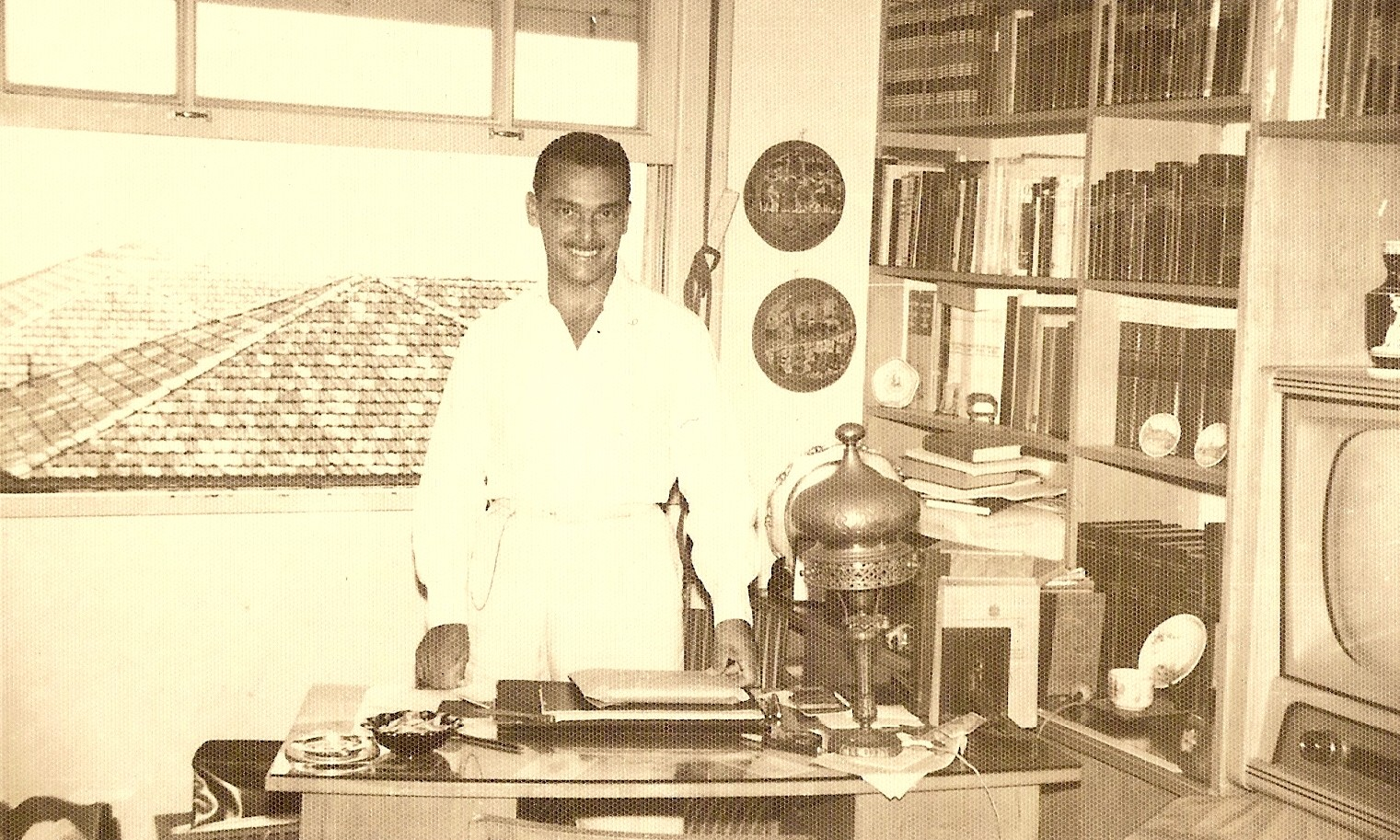
Inezil Penna Marinho em sua biblioteca particular. Rio de Janeiro-RJ, 1952.

### Carreira e contribuições
Marinho destacou-se por sua atuação em órgãos governamentais, como a Divisão de Educação Física (DEF) do Ministério da Educação e Saúde, onde ocupou cargos de liderança. Sua obra mais conhecida, Contribuições para a História da Educação Física no Brasil (1943), foi pioneira ao compilar dados históricos desde o período colonial, tornando-se referência para pesquisadores da história da educação física. No entanto, sua abordagem foi criticada nas décadas seguintes por priorizar uma narrativa cronológica sem análises críticas profundas.

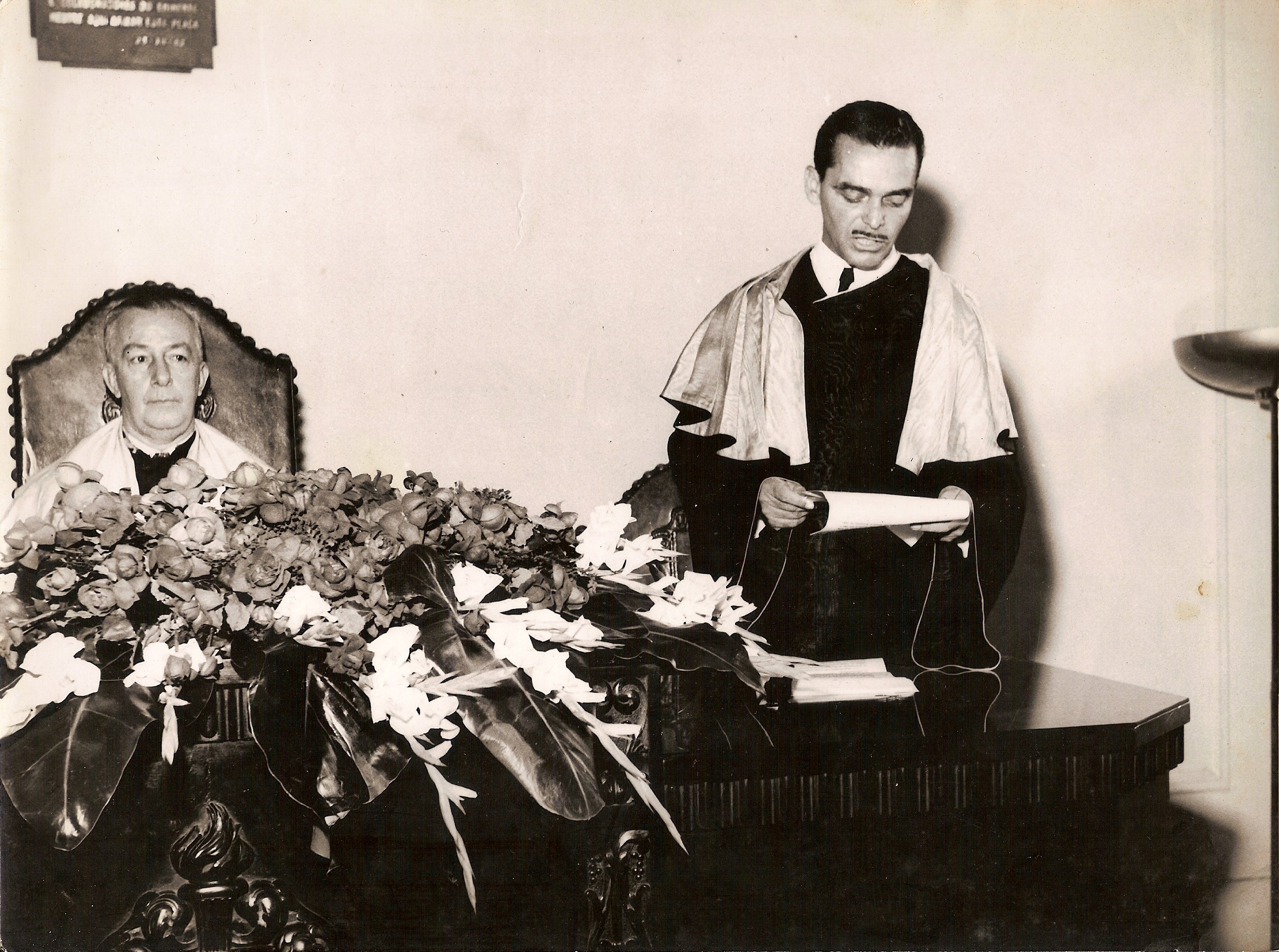
Inezil Penna Marinho toma posse da cátedra de História da Educação Física, Escola Nacional de Educação Física e Desportos, Universidade do Brasil, 1957.

Entre suas principais contribuições estão:
- A defesa de um conceito ampliado de Educação Física, baseado em fundamentos bio-psico-socio-filosóficos, em contraposição às visões restritas à anatomia e fisiologia.[2]
- A sistematização da capoeira como prática esportiva nacional, expressa em sua obra Subsídios para o Estudo da Metodologia do Treinamento da Capoeiragem (1945).[1]
- Propostas para um "Método Brasileiro de Ginástica", que valorizasse as particularidades culturais do país.[2]
- Diálogos internacionais, especialmente com países da América Latina, promovendo o intercâmbio acadêmico na área.[2]

Além disso, Marinho foi um dos primeiros a criticar a hegemonia médica na Educação Física, defendendo uma perspectiva mais pedagógica e humanista. Suas reflexões também abrangeram temas como recreação, lazer e inclusão de pessoas com deficiência.

### Produção acadêmica e literária
Autor de mais de 100 obras entre 1938 e 1984, Marinho publicou livros, artigos e monografias em áreas diversas:
- Educação Física: Destacam-se Os Clássicos e a Educação Física (1945) e estudos sobre métodos ginásticos.
- Direito e Filosofia: Combinou sua formação jurídica com reflexões éticas e filosóficas.
- Literatura: Escreveu poesias (como "Castália" e "Oh, Grécia!") e contos, muitos deles inéditos.[1]

## Reconhecimentos
Marinho recebeu títulos honoríficos de várias universidades brasileiras e estrangeiras, incluindo:
- Professor Honoris Causa pela UFRGS, UFPR, UFSCAR e pelo Instituto Nacional de Educación Física do Peru.
- Fundador e primeiro presidente da Confederação Sulamericana de Associações de Professores de Educação Física (1946–1948).[2]

## Legado
Seu acervo pessoal, composto por documentos, correspondências e obras inéditas, foi doado a instituições públicas, servindo como fonte para pesquisas sobre a história da Educação Física no Brasil. Apesar das críticas posteriores, seu trabalho permanece como marco inaugural na historiografia da área.